# Frigyes Pesty

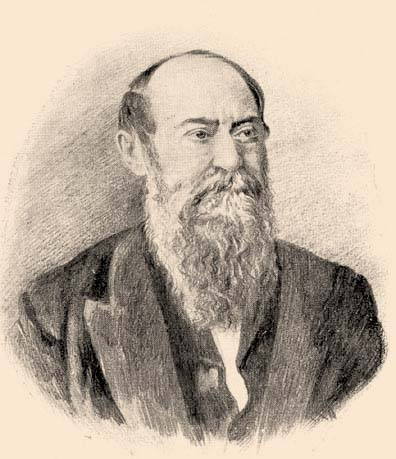
Porträt Frigyes Pesty

Frigyes Pesty (* 3. März 1823 in Temeswar, Kaisertum Österreich; † 23. November 1889 in Budapest, Königreich Ungarn, Österreich-Ungarn) war ein ungarischer Historiker und Politiker.

## Werdegang

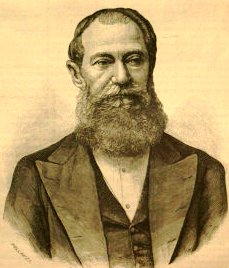
Porträt Frigyes Pesty
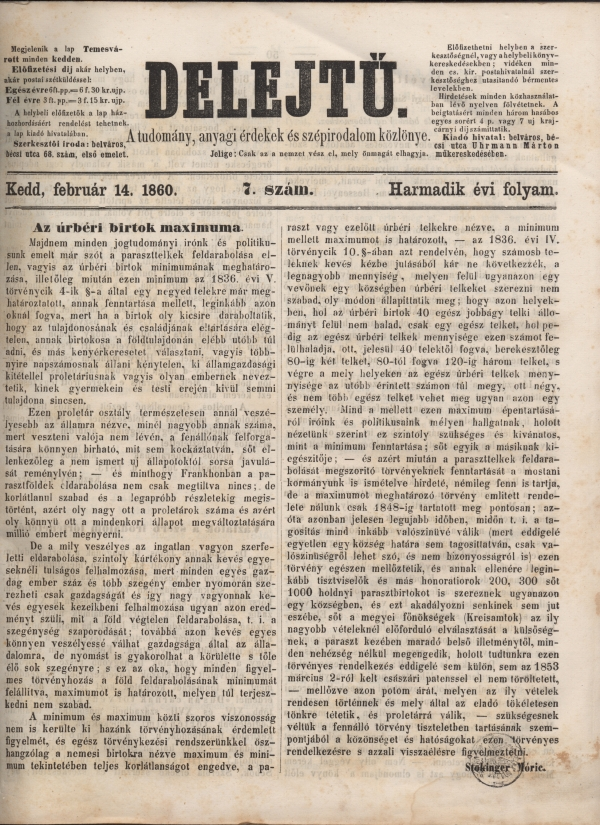
Wochenblatt „Delejtű“
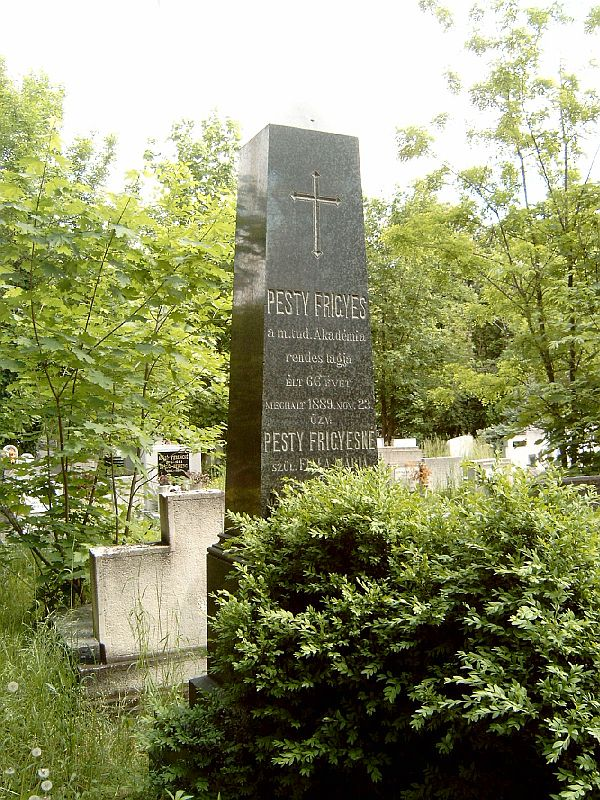
Grab Frigyes Pesty
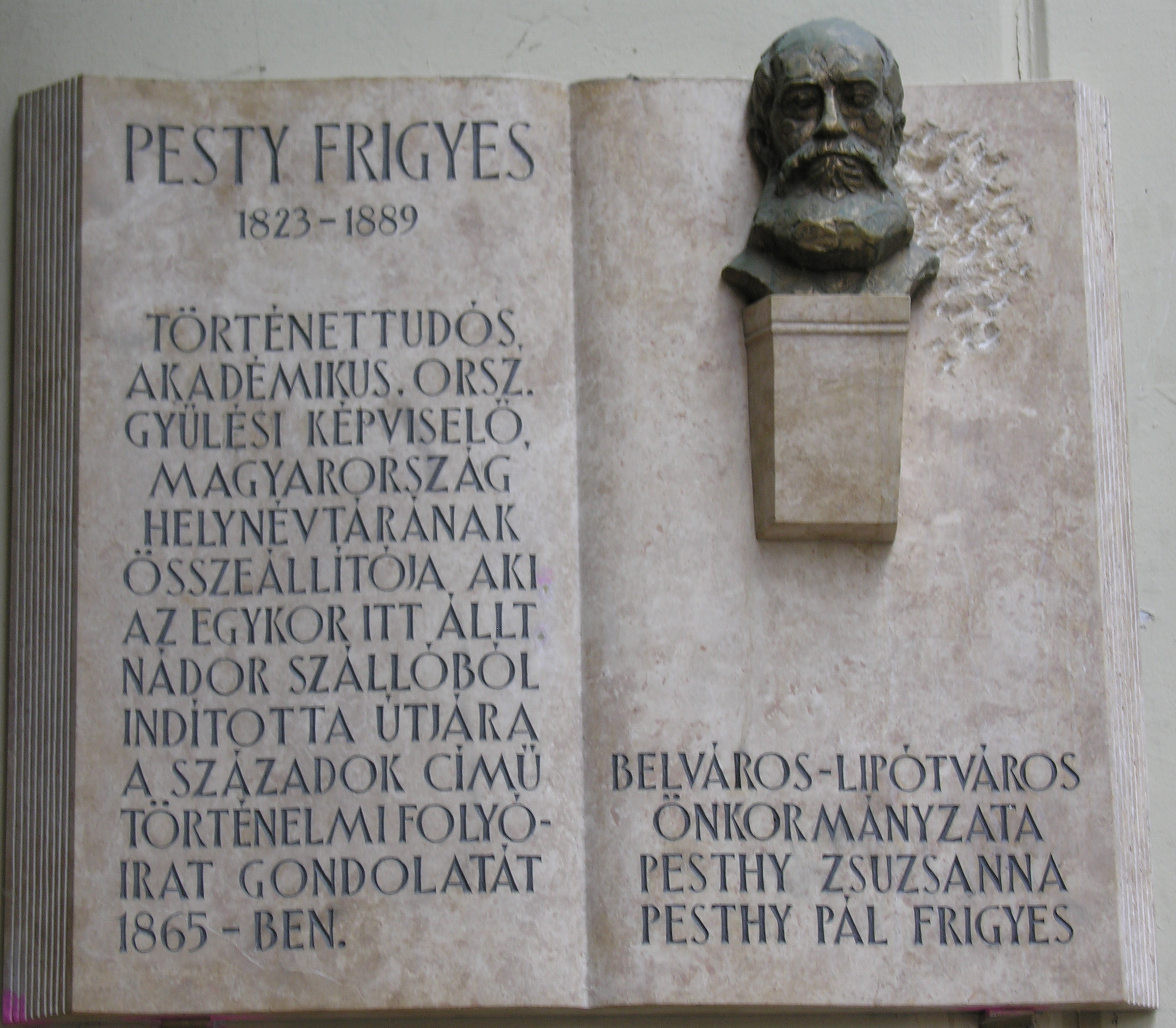
Gedenktafel zu Ehren Frigyes Pesty

Frigyes Pesty wurde 1823 in Temeswar als Sohn des Riemers Pesthy geboren. Aufgrund eines Schreibfehlers wurde die Geburtsurkunde jedoch auf den Namen Pesty ausgestellt. Das Gymnasium besuchte er in seiner Heimatstadt Temeswar und in Szeged. Nach dem Abschluss kehrte er nach Temeswar zurück, wo er eine Anstellung als subalterner Beamter beim Militärkommando erhielt. 1846 heiratete er Mária Fiala, die ihm vier Söhne und fünf Töchter schenkte. Schon sehr früh setzte er sich für die Belange der lokalen ungarischen Gemeinschaft ein. Während der Revolution von 1848 war Pesty als Beamter im ungarischen Justizministerium in Budapest tätig und nach kurzer Emigration in die Türkei in den Prozess um die versteckte ungarische Königskrone verwickelt. Aufgrund einer Erkrankung wurde ihm die Rückkehr in die Heimat gestattet, um jedoch kurz darauf in Budapest eingekerkert zu werden. Nach seiner Entlassung 1850 wurde er in Orschowa erneut verhaftet und um sein Wissen über das Verschwinden der ungarischen Kronjuwelen befragt.
Nachdem seine Unschuld erwiesen worden war, fungierte Pesty von 1852 bis 1864 als Sekretär der Handels- und Gewerbekammer und ab 1857 auch als Sekretär des Wirtschaftsvereins in Temesvár. Pesty gründete 1858 das Temesvarer Wochenblatt „Delejtü“ (Kompaß), das am 23. Juli desselben Jahres erstmals erschien. In dem Blatt wurden vorwiegend naturwissenschaftliche und wirtschaftliche Artikel gedruckt. Das eigentliche Ziel der Zeitschrift war jedoch, die Wiedervereinigung der 1849 abtrünnigen Woiwodschaft Serbien und Temeser Banat mit dem Königreich Ungarn. Aus diesem Grund wurde die Zeitschrift einige Male verboten, Hausuntersuchungen bei Pesty vorgenommen und seine Manuskripte beschlagnahmt.
1861 wurde er zum Reichsratsabgeordneten von Arad gewählt. Ab 1864 war Pesty als Generalsekretär der ersten ungarischen Industriebank in Budapest tätig. Es folgte 1876 die Wahl zum Reichsratsabgeordneten von Kremnitz. Pesty organisierte die nationale Spendenaktion für die Ungarische Akademie der Wissenschaften und gründete 1867 die Ungarische Historische Gesellschaft (Magyar Történelmi Társulat). In der Zeitspanne von 1870 bis 1885 recherchierte er in allen Archiven Ungarns auch in den Privatarchiven. In der Folge entstanden seine Werke „Der serbische Despot G. Branković“ und „Die verschwundenen einstigen Komitate“. 1882 erschien in deutscher Sprache „Die Entstehung Croatiens“.
Seine wissenschaftlichen Arbeiten waren vor allem für die historische Topographie Ungarns von großer Bedeutung. 1877 wurde er Mitglied der Ungarischen Akademie der Wissenschaften. Die Komitate Krassó und Temes beauftragen ihn 1868 mit den jeweiligen Monografien. So entstanden drei Bände „Das Banat von Szörény-Severin und die Geschichte des Komitats Szörény“. Zur gleichen Zeit beauftragte ihn die neu gegründete Ungarische Kommission der Archive des Vatikans damit die päpstlichen Zehentlisten zu kopieren, wozu er einige Monate in den Archiven des Vatikans in Rom verbrachte.
1862 wurde er von der Handels- und Gewerbekammer als Vertreter zur Weltausstellung in London delegiert, wo er einen Monat verblieb und anschließend eine Studienreise nach Frankreich, Belgien und Süddeutschland unternahm.

## Publikationen
- Der serbische Despot G. Branković und . . . der Titel des Serb. Despoten, 1877;
- Das Banat von Szörény-Severin und die Geschichte des Komitats Szörény, 3 Bde., 1877–78;
- Ortsnamen und Geschichte, 1878;
- Die verschwundenen einstigen Komitate, 2 Bde., 1880;
- Die Entstehung Croatiens, in: Ung. Revue, 1882;
- Geschichte des Komitats Krassó. Bd. 2–4, 1882–84;
- Die Ortsnamen Ungarns in historisch, geographischer und linguistischer Hinsicht, Bd. 1, 1888;
- Manuskripte zur ungarischen Topographie, in der Ungarischen Nationalbibliothek, Budapest;
- Redaktion des Wochenblatts „Delejtű“, 1858